# Kelly Hansen
Kelly Hansen (* 18. dubna 1961, Hawthorne, Kalifornie, Spojené státy) je americký zpěvák, nejvíce známý jako současný frontman rockové skupiny Foreigner.

## Diskografie

### Hurricane
- Take What You Want (1985)
- Over The Edge (1988)
- Slave to the Thrill (1990)
- Liquifury (2001)

### Unruly Child
- Waiting for the Sun (1999)

### Stuart Smith
- Heaven and Earth (1999)

### Tim Donahue
- Into The Light (2000)

### Perfect World
- Perfect World (2003)

### Foreigner
- Extended Versions (2006)
- No End in Sight: The Very Best of Foreigner (2008)
- Can't Slow Down (2009)